# Voluntaris Irlandesos
Els Voluntaris Irlandesos (Óglaigh na hÉireann) eren una organització paramilitar creada pels nacionalistes irlandesos el 1913 "per a assegurar i mantenir els drets i llibertats comunes de tot el poble d'Irlanda", i ajudar a reforçar la imminent llei d'autogovern.

## Formació
Els Voluntaris foren creats com a resposta a la formació de la Força de Voluntaris de l'Ulster per Edward Carson i James Craig el mateix any. Els Voluntaris de l'Ulster foren fundats exclusivament per unionistes protestants del nord-est d'Irlanda per tal d'evitar l'aprovació de la llei d'autogovern. Això fou vist com una forma armada de pressionar als britànics en una altra direcció. Amb la finalitat de contrarestar-lo, Eoin MacNeill publicà l'article The North Began defensant la necessitat de crear aquesta força. El seu amic periodista The O'Rahilly l'encoratjà en aquest sentit, i l'11 de novembre de 1913, al Wynn's Hotel de Dublín, deu prominents nacionalistes planificaren la formació dels Voluntaris, entre ells Patrick Pearse, Éamonn Ceannt, i Sean MacDermott.

## Primera trobada pública
El 25 de novembre els Voluntaris van celebrar la seva primera trobada pública a Rotunda a Dublín amb una crida a allistar-s'hi. La trobada fou un gran èxit, ja que s'hi presentaren 4.000 persones capacitades, amb unes 3.000 més que no hi pogueren entrar. Degut a això van celebrar noves trobades arreu d'Irlanda durant les setmanes següents.
El lideratge dels Voluntaris era força influenciat per la Germandat Republicana Irlandesa (tot i que MacNeill no n'era membre). Fou planejats des del principi per l'IRB, però la seva gran acceptació es produí quan el líder del Partit Parlamentari Irlandès, John Redmond reclamà que els Voluntaris acceptessin els seus propis assessors en el Comitè Provisional, de manera que en tindria el control efectiu. Mentre que als moderats no els agradava la idea, els radicals ho veien com una forma de prevenir que l'aleshores força popular Redmond organitzés una organització similar pròpia que li donés suport. L'IRB n'era totalment contrària, perquè posaria fi al seu control dels Voluntaris, però no fou capaç d'oposar-s'hi.

## Armant els Voluntaris
Poc després de la creació dels Voluntaris, el parlament britànic prohibí la importació d'armes a Irlanda. Els Voluntaris de l'Ulster foren capaços d'aconseguir-ne sense problemes, i els Voluntaris Irlandesos pensaren que sense elles no podrien ser una força seriosa. Molts comentaristes de l'època afirmaven que de fet els "lleials" ulsterians s'estaven armant per a desafiar el govern britànic per la força. Patrick Pearse va replicar que "un orangista amb una arma no és tan divertit com un nacionalista sense una." Aleshores O'Rahilly, Sir Roger Casement, i Bulmer Hobson coordinaren una marxa armada cap al port de Howth, al nord de Dublín. El pla sortí a la perfecció, i Erskine Childers els proporcionà uns 1.000 rifles a la platja que foren distribuïts entre els voluntaris sense interferències de les autoritats. Quan els Voluntaris tornaren a Dublín, tanmateix, es trobaren amb una patrulla nombrosa de la Policia Metropolitana de Dublín i de l'exèrcit britànic. Els Voluntaris escaparen sense donar cap arma, però quan l'exèrcit retornà a Dublín disparà un grup de civils desarmats que els havia escridassat. Aquesta massacre provocà enllistaments massius als Voluntaris. La resta d'armes comprades a Alemanya per als Voluntaris Irlandesos foren entregades a Kilcoole una setmana més tard per Sir Thomas Myles.

## L'escissió
L'esclat de la Primera Guerra Mundial l'agost de 1914 provocà una escissió seriosa en l'organització. Redmond, en interès de la Home Rule Act de 1914 a punt d'aprovar-se, encoratjà els Voluntaris a donar suport als Aliats de la Primera Guerra Mundial contra la Triple Entente i unir la proposada Brigada Irlandesa al nou Exèrcit Britànic, cosa a la qual s'oposaren aferrissadament els fundadors. La majoria, però, donaren suport a l'esforç de la guerra i a la crida a restaurar la llibertat de les "petites nacions" d'Europa, s'anomenaren Voluntaris Nacionals i lluitaren en la 16a Divisió Irlandesa amb altres voluntaris d'arreu d'Irlanda. Malgrat això, els comandaments no eren pas irlandesos sinó anglesos.
Una minoria creia que els esforços calia aplicar-los a restaurar la llibertat d'una petita nació en particular. Van retenir el nom de "Voluntaris Irlandesos", foren liderats per MacNeill i van fer crides a la neutralitat irlandesa. Els Voluntaris Nacionals eren uns 175.000 membres, mentre que els Voluntaris Irlandesos potser eren uns 13.500. Aquesta escissió afavorí els plans de l'IRB, qui novament en va prendre el control. Els Voluntaris Nacionals s'uniren a l'exèrcit britànic i deixaren d'existir com a tals.
Després de l'escissió, les restes dels Voluntaris Irlandesos seran anomenats erròniament com a "Voluntaris del Sinn Féin", o "Shinners", per l'organització política creada per Arthur Griffith, Sinn Féin. Les dues organitzacions aviat se superposaren, l'aleshores moderat Sinn Féin i els Voluntaris. La posició política dels Voluntaris restants no fou sempre popular, i una marxa d'un miler d'homes liderada per Pearse cap a la guarnició de la ciutat de Limerick el Whit Sunday de 1915, fou rebuda amb llançament de brutícia per una multitud enfurismada.

## L'Aixecament de Pasquade1916
La política oficial dels Voluntaris Irlandesos establia que només passarien a l'acció si les autoritats britàniques del Castell de Dublín intentaven desarmar els Voluntaris, arrestar llurs líders o introduir la conscripció a Irlanda. Tanmateix, l'IRB era decidida a usar els Voluntaris per a accions ofensives mentre la Gran Bretanya era ocupada en la Primera Guerra Mundial. El seu pla era dominar l'estat major de MacNeill, instigar un aixecament i esperar que MacNeill s'hi sumés com a fet consumat. Pearse ordenà maniobres i parades militars durant tres dies, esperant l'ordre d'insurrecció general. MacNeill aviat descobrí quina veritat hi havia darrere les ordres i intentà aturar totes les activitats dels Voluntaris. Aconseguí retardar l'aixecament un dia, i limità les maniobres a 1.000 participants actius a Dublín i a 2-3.000 a altres indrets d'Irlanda. L'Exèrcit Ciutadà Irlandès (ICA) va aportar amb prou feines uns 200 rebels més a Dublín.
L'aixecament fou un fracàs a curt termini, i molts membres dels Voluntaris Irlandesos hi foren arrestats, tot i que alguns no hi participaren. Tanmateix, va inspirar molts irlandesos a alçar-se en armes contra el domini britànic. L'Exèrcit Republicà Irlandès n'és el primer exemple.
El 1919 els Voluntaris Irlandesos esdevingueren Exèrcit Republicà Irlandès, i juraren obediència al primer Dáil Éireann l'agost de 1920.